# Magdalena Müller (Schauspielerin)
Magdalena Müller (* 1993) ist eine deutsche Schauspielerin.

## Werdegang
Magdalena Müller ist in Deutschland und Österreich aufgewachsen, wo sie in Weimar, Wien und München gelebt hat.
2004 wurde sie in einem bundesweiten Wettbewerb von einer Jury um Peter Kloeppel (RTL) als eine von fünf Juniorreporterinnen ausgewählt und reiste mit UNICEF und der ZDF-Journalistin Nina Ruge nach Südafrika. Dort berichtete sie von den Aktionstagen der globalen UNICEF-Initiative „1000 Wünsche für die Kinder der Welt“. Im Jahr zuvor hatte sich Müller in Weimar an der Malaktion „1000 Wünsche“ von UNICEF beteiligt.
2011 folgten erste Theatererfahrungen im Kammertheater München um den Regisseur Emanuel Bohn, wo sie in einer Adaption des Stücks Clavigo von Johann Wolfgang von Goethe neben Christoph von Friedl und Christian Hoening auf der Bühne zu sehen war.
2012 folgte ihr erstes Film-Engagement und seit 2013 steht sie regelmäßig für deutsche Fernsehproduktionen vor der Kamera. Sie spielte in TV-Produktionen wie Tatort München, Lena Lorenz, SOKO München, Über Land, Die Chefin, Die Rosenheim-Cops, Um Himmels Willen, München 7, Schwarzach 23 und ZDFzeit – Die Persil Story. Ihr Debüt auf der Kinoleinwand gab Müller 2016 im Film Blauhimmel.
In den Spielzeiten 2014/2015 und 2015/2016 war sie als Kathrin Müller in der Bühnenadaption des gleichnamigen Films Wir sind jung. Wir sind stark. von Burhan Qurbani im Marstall (Bayerisches Staatsschauspiel) zu sehen. Ab der Spielzeit 2018/2019 stand sie in verschiedenen Stücken im Theater Wasserburg auf der Bühne. In Georg Büchners Stück Leonce und Lena war sie als Valerio zu sehen und wurde 2020/2021 zu den (abgesagten) 37. Bayerischen Theatertagen eingeladen. In Theater heute wurde die Inszenierung von Christoph Leibold (Bayerischer Rundfunk) zu einem Höhepunkt der Saison 2019/2020 gekürt.
In der ZDF-Serie Über Land war sie als Protokollführerin Roswitha Gebauer zu sehen. Bei Die Rosenheim-Cops gab sie das Love-Interest Maria „Mitzi“ Widmann des Präsidium-Hausmeisters Hannes Winkler.
Neben ihrem 2019 abgeschlossenen Schauspielstudium an der Schauspielschule Zerboni hat Müller Theaterwissenschaften, Kunstgeschichte und Skandinavistik an der Ludwig-Maximilians-Universität in München studiert. Sie spricht Deutsch, Englisch, Französisch und Schwedisch. Sie ist Mitglied im Bundesverband Schauspiel (BFFS) sowie Unterzeichnerin des #ActOut-Manifests. Magdalena Müller wird vertreten von der Agentur Baumbauer Actors und lebt in München.

## Filmografie (Auswahl)
- 2013–2014: SOKO München (Fernsehserie, 3 Folgen)
- 2013: München 7 (Fernsehserie, 1 Folge)
- 2013: Um Himmels Willen (Fernsehserie, 1 Folge)
- 2013: Die Chefin (Fernsehserie, 2 Folgen)
- 2013: Utta Danella – Von Kerlen und Kühen
- 2013: Julia und der Offizier
- 2013: Im Schleudergang
- 2013: Tatort – Am Ende des Flurs
- 2014: Schwarzach 23 und die Hand des Todes (Fernsehserie, 1 Folge)
- 2016: Blauhimmel
- 2017: Deutschlands große Clans – Die Persil Story
- 2017: Pole Girl (Kurzfilm)
- 2018: Saviour Woman (Kurzfilm)
- 2019: Eisgarn (Kurzfilm)
- 2020–2021: Über Land (Fernsehserie, 3 Folgen)
- 2021: Die Rosenheim-Cops (Fernsehserie, 2 Folgen)
- 2023: Lena Lorenz: Lügenbaby

## Theater (Auswahl)
- 2011 Clavigo – Kammertheater München
- 2015 Die Ermittlung – Pathos Atelier
- 2016 Sinnspagat: (M)ein Gott, ich lach doch nicht! – Mucca Halle
- 2016 Gesammelte Werke: Sarah Kane – Keller der kleinen Künste
- 2016–2018 Wir sind jung. Wir sind stark. – Marstall, Bayerisches Staatsschauspiel
- 2019 Jedermann – Theater Wasserburg
- 2019–2020 Oh, wie schön ist Panama – Theater Wasserburg
- 2019–2020 Leonce und Lena – Theater Wasserburg
- 2020–2021 Krankheit der Jugend – Theater Wasserburg
- 2022 Der Olga-Korbut-Effekt – Festival des Spiels, des Sports und der Kunst – 50. Jahre Jubiläum Olympische Sommerspiele 1972